# Società Sportiva Virtus Lanciano 1924 2014-2015
Questa voce raccoglie le informazioni riguardanti la Società Sportiva Virtus Lanciano 1924 nelle competizioni ufficiali della stagione 2014-2015.

## Stagione
Nella stagione 2014-2015 la Virtus Lanciano disputa il suo terzo campionato di Serie B, ha raccolto 30 punti nel girone di andata e 20 nel girone di ritorno. Con 50 punti ha ottenuto il quattordicesimo posto finale, con 3 punti sulla zona Play-out. Al posto di Baroni il tecnico di questa stagione è Roberto D'Aversa. Tre giocatori rossoneri con 8 reti di bottino in campionato, si tratta di Antonio Piccolo, il senegalese Mame Thiam e Gaetano Monachello. Nel secondo turno della Coppa Italia Tim Cup il Lanciano ha superato (1-0) l'Alessandria, mentre nel secondo turno esce dal torneo superato al Biondi (0-1) dal Genoa.

## Divise e sponsor
Il fornitore ufficiale di materiale tecnico per la stagione 2014-2015 è Legea, mentre gli sponsor di maglia sono Gruppo Maio, Marfisi Carni e Bleu Tecnologie per l'ambiente.
| 1ª divisa | 2ª divisa | 3ª divisa |

## Rosa
Rosa aggiornata al 1º settembre 2014.
| N. |                      | Ruolo | Calciatore                  |
| -- | -------------------- | ----- | --------------------------- |
| 1  | Italia (bandiera)    | P     | Vincenzo Aridità            |
| 2  | Italia (bandiera)    | D     | Antonio Aquilanti           |
| 3  | Italia (bandiera)    | D     | Carlo Mammarella (capitano) |
| 5  | Danimarca (bandiera) | D     | Magnus Troest               |
| 6  | Italia (bandiera)    | D     | Federico Amenta             |
| 7  | Italia (bandiera)    | A     | Manuel Turchi               |
| 8  | Italia (bandiera)    | A     | Gaetano Monachello          |
| 9  | Senegal (bandiera)   | A     | Mame Thiam                  |
| 10 | Italia (bandiera)    | A     | Antonio Piccolo             |
| 11 | Italia (bandiera)    | A     | Simone Fioretti             |
| 12 | Brasile (bandiera)   | P     | Nícolas                     |
| 15 | Italia (bandiera)    | C     | Elio De Silvestro           |
| 15 | Italia (bandiera)    | A     | Pasquale De Vita            |

| N. |                     | Ruolo | Calciatore         |
| -- | ------------------- | ----- | ------------------ |
| 17 | Italia (bandiera)   | C     | Gaetano Vastola    |
| 18 | Italia (bandiera)   | D     | Andrea Conti       |
| 19 | Italia (bandiera)   | D     | Stefano Ferrario   |
| 20 | Italia (bandiera)   | C     | Fabrizio Paghera   |
| 21 | Italia (bandiera)   | D     | Leonardo Nunzella  |
| 22 | Romania (bandiera)  | P     | Laurențiu Brănescu |
| 23 | Italia (bandiera)   | C     | Paolo Grossi       |
| 24 | Italia (bandiera)   | C     | Domenico Di Cecco  |
| 25 | Slovenia (bandiera) | C     | Armin Bačinovič    |
| 27 | Italia (bandiera)   | A     | Alberto Cerri      |
| 28 | Italia (bandiera)   | A     | Leonardo Gatto     |
| 29 | Italia (bandiera)   | C     | Davide Agazzi      |
| 32 | Italia (bandiera)   | C     | Marco Pinato       |

## Calciomercato

### Sessione estiva(dall'1/7 all'1/9)
| Acquisti | Acquisti           | Acquisti    | Acquisti      |
| R.       | Nome               | a           | Modalità      |
| -------- | ------------------ | ----------- | ------------- |
| P        | Nícolas            | Verona      | prestito      |
| D        | Andrea Conti       | Atalanta    | prestito      |
| D        | Mario Esposito     | Manfredonia | fine prestito |
| C        | Davide Agazzi      | Atalanta    | prestito      |
| C        | Armin Bačinovič    | Palermo     | svincolato    |
| C        | Leonardo Gatto     | Atalanta    | prestito      |
| C        | Paolo Grossi       | Verona      | prestito      |
| C        | Marco Pinato       | Milan       | prestito      |
| A        | Alberto Cerri      | Parma       | prestito      |
| A        | Pasquale De Vita   | Verona      | prestito      |
| A        | Gaetano Monachello | Monaco      | prestito      |

| Cessioni | Cessioni           | Cessioni     | Cessioni      |
| R.       | Nome               | a            | Modalità      |
| -------- | ------------------ | ------------ | ------------- |
| P        | Luigi Amabile      |              | svincolato    |
| P        | Angelo Casadei     | Paganese     | prestito      |
| P        | Luigi Sepe         | Napoli       | fine prestito |
| D        | Filippo De Col     | Verona       | fine prestito |
| D        | Nicolas Di Filippo | Melfi        | prestito      |
| D        | Daniele Ficagna    |              | svincolato    |
| D        | Edoardo Scrosta    | Mantova      | prestito      |
| C        | Marcel Büchel      | Juventus     | fine prestito |
| C        | Federico Casarini  | Bologna      | fine prestito |
| C        | Gianmarco De Feo   | Savona       | prestito      |
| C        | Umberto Germano    | Pro Vercelli | fine prestito |
| C        | Nadir Minotti      | Atalanta     | fine prestito |
| C        | Luca Verna         | Grosseto     | prestito      |
| A        | Gianmario Comi     | Milan        | fine prestito |
| A        | Diego Falcinelli   | Sassuolo     | fine prestito |
| A        | Mohamed Fofana     | Catanzaro    | prestito      |
| A        | Alan Mastropietro  | Lupa Roma    | prestito      |
| A        | Daniele Ragatzu    | Verona       | fine prestito |

### Sessione invernale(dal 5/1 al 2/2)
| Acquisti | Acquisti          | Acquisti | Acquisti   |
| R.       | Nome              | da       | Modalità   |
| -------- | ----------------- | -------- | ---------- |
| C        | Elio De Silvestro | Juventus | definitivo |

| Cessioni | Cessioni           | Cessioni | Cessioni                   |
| R.       | Nome               | a        | Modalità                   |
| -------- | ------------------ | -------- | -------------------------- |
| P        | Laurențiu Brănescu | Juventus | riscatto compartecipazione |
| A        | Pasquale De Vita   | Verona   | fine prestito              |

## Risultati

### Serie B

#### Girone di andata
| Arbitro: | Minelli (Varese) |

|                                           |           |                                                |
| Calaiò 23’ Martinho 74’ Rosina 87’ (rig.) | Marcatori | 51’ (rig.) Pinato 63’ (rig.) Gatto 90+4’ Cerri |

| Arbitro: | Ghersini (Genova) |

|                     |           |  |
| Gatto 28’ Thiam 46’ | Marcatori |  |

| Arbitro: | Maresca (Napoli) |

|                  |           |            |
| Neto Pereira 61’ | Marcatori | 4’ Vastola |

| Arbitro: | Fabbri (Ravenna) |

|           |           |                                               |
| Cerri 55’ | Marcatori | 16’ Masucci 22’, 37’ Curiale 76’, 88’ Dionisi |

| Arbitro: | Chiffi (Padova) |

|                   |           |           |
| L. A. Scaglia 26’ | Marcatori | 75’ Cerri |

| Arbitro: | Merchiori (Ferrara) |

|           |           |             |
| Cerri 15’ | Marcatori | 60’ De Luca |

| Arbitro: | Roca (Foggia) |

|                          |           |                       |
| Coralli 8’ N. Rigoni 67’ | Marcatori | 12’, 19’, 84’ Vastola |

| Arbitro: | Saia (Palermo) |

|                                              |           |  |
| A. Piccolo 44’ Thiam 55’, 82’ Monachello 86’ | Marcatori |  |

| Arbitro: | Pezzuto (Lecce) |

|                  |           |           |
| Gatto 70’ (rig.) | Marcatori | 52’ Perea |

| Arbitro: | Abbattista (Molfetta) |

|               |           |                |
| Arrighini 79’ | Marcatori | 67’ Mammarella |

| Arbitro: | Sacchi (Macerata) |

|                        |           |  |
| Vastola 3’ Gatto 45+1’ | Marcatori |  |

| Chiavari 1º novembre 2014, ore 15:00 CET 12ª giornata | Virtus Entella         | 0 – 0 referto | Virtus Lanciano | Stadio comunale (1 634 spett.)\| Arbitro: \| Manganiello (Pinerolo) \| |
| Arbitro:                                              | Manganiello (Pinerolo) |               |                 |                                                                        |

| Arbitro: | La Penna (Roma) |

|                       |           |  |
| A. Piccolo 81’ (rig.) | Marcatori |  |

| Arbitro: | Candussio (Cervignano del Friuli) |

|                |           |  |
| Dellafiore 56’ | Marcatori |  |

| Arbitro: | Minelli (Varese) |

|              |           |                   |
| Ferrario 12’ | Marcatori | 37’ (aut.) Troest |

| Arbitro: | Fabbri (Ravenna) |

|                  |           |                |
| Melchiorri 90+4’ | Marcatori | 50’ Monachello |

| Arbitro: | Nasca (Bari) |

|                |           |                                 |
| Thiam 36’, 39’ | Marcatori | 6’ (aut.) Ferrario 74’ Terlizzi |

| Arbitro: | Pezzuto (Lecce) |

|  |           |                |
|  | Marcatori | 72’ Mammarella |

| Arbitro: | Chiffi (Padova) |

|               |           |              |
| Bačinovič 12’ | Marcatori | 32’ Gagliolo |

| Arbitro: | Abisso (Palermo) |

|                                  |           |                                          |
| Giannetti 12’ Catellani 29’, 43’ | Marcatori | 32’ Grossi 36’ A. Piccolo 61’ Monachello |

| Arbitro: | Ghersini (Genova) |

|                |           |                |
| Monachello 51’ | Marcatori | 64’, 72’ Cacia |

#### Girone di ritorno
| Arbitro: | Nasca (Bari) |

|                                     |           |  |
| Monachello 43’ Gatto 54’ Grossi 70’ | Marcatori |  |

| Arbitro: | Abbattista (Molfetta) |

|            |           |                |
| Fedato 84’ | Marcatori | 56’ Monachello |

| Arbitro: | Roca (Foggia) |

|                  |           |                        |
| Mammarella 90+3’ | Marcatori | 22’ Lupoli 74’ Capezzi |

| Arbitro: | Pairetto (Nichelino) |

|                           |           |               |
| Paganini 52’ Sammarco 72’ | Marcatori | 9’ Monachello |

| Arbitro: | Pezzuto (Lecce) |

|                          |           |  |
| Monachello 53’ Thiam 64’ | Marcatori |  |

| Arbitro: | Gavillucci (Latina) |

|                       |           |  |
| Galano 32’ Donati 37’ | Marcatori |  |

| Arbitro: | La Penna (Roma) |

|                          |           |                              |
| A. Piccolo 19’ Thiam 24’ | Marcatori | 3’ (rig.) Sgrigna 35’ Stanco |

| Arbitro: | Aureliano (Bologna) |

|                            |           |                                  |
| N. Brighenti 53’ Cocco 88’ | Marcatori | 37’ Amenta 75’ (rig.) A. Piccolo |

| Perugia 7 marzo 2015, ore 15:00 CET 30ª giornata | Perugia             | 0 – 0 referto | Virtus Lanciano | Stadio Renato Curi (9 166 spett.)\| Arbitro: \| Di Paolo (Avezzano) \| |
| Arbitro:                                         | Di Paolo (Avezzano) |               |                 |                                                                        |

| Arbitro: | Minelli (Varese) |

|                |           |  |
| A. Piccolo 33’ | Marcatori |  |

| Arbitro: | Ros (Pordenone) |

|                           |           |             |
| Di Roberto 33’ Marchi 35’ | Marcatori | 40’ Paghera |

| Arbitro: | Abbattista (Molfetta) |

|            |           |  |
| Grossi 77’ | Marcatori |  |

| Arbitro: | Roca (Foggia) |

|               |           |  |
| Gălăbinov 45’ | Marcatori |  |

| Arbitro: | Ghersini (Genova) |

|                |           |             |
| A. Piccolo 86’ | Marcatori | 60’ Bidaoui |

| Arbitro: | Manganiello (Pinerolo) |

|           |           |           |
| Ciano 85’ | Marcatori | 59’ Thiam |

| Arbitro: | Pairetto (Nichelino) |

|  |           |               |
|  | Marcatori | 75’ Bjarnason |

| Arbitro: | Aureliano (Bologna) |

|            |           |  |
| Barillà 3’ | Marcatori |  |

| Arbitro: | Pasqua (Tivoli) |

|                         |           |                     |
| A. Piccolo 45+1’ (rig.) | Marcatori | 8’ (aut.) Aquilanti |

| Carpi 9 maggio 2015, ore 15:00 CEST 40ª giornata | Carpi           | 0 – 0 referto | Virtus Lanciano | Stadio Sandro Cabassi (3 088 spett.)\| Arbitro: \| Chiffi (Padova) \| |
| Arbitro:                                         | Chiffi (Padova) |               |                 |                                                                       |

| Arbitro: | Fabbri (Ravenna) |

|  |           |                           |
|  | Marcatori | 45’ Šitum 90+1’ Giannetti |

| Arbitro: | Baracani (Firenze) |

|           |           |  |
| Mbaye 17’ | Marcatori |  |

### Coppa Italia

#### Secondo turno
| Arbitro: | Merchiori (Ferrara) |

|           |           |  |
| Thiam 30’ | Marcatori |  |

#### Terzo turno
| Arbitro: | Doveri (Roma) |

|  |           |                    |
|  | Marcatori | 30’ (rig.) Pinilla |